# Parlamento largo

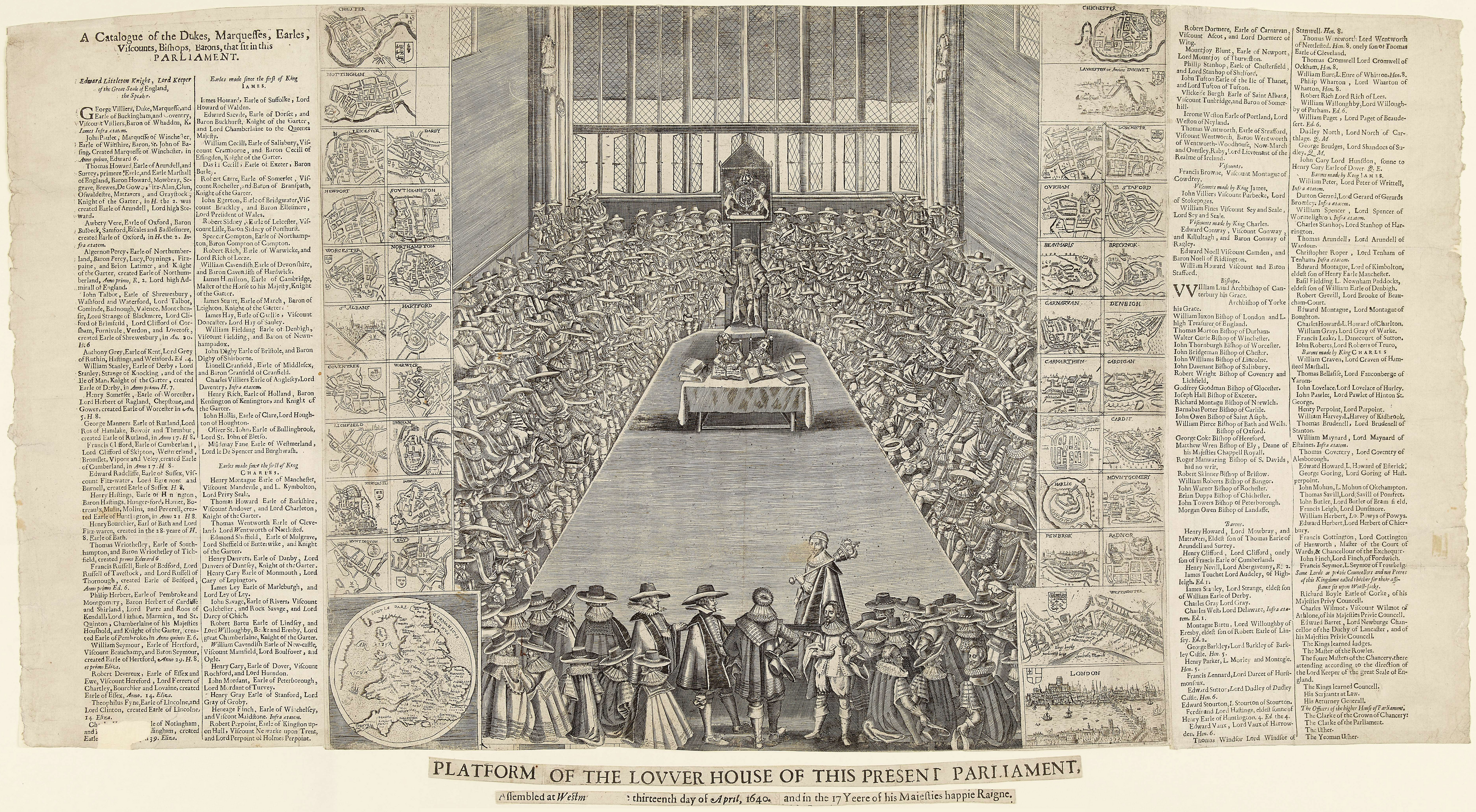
Sesión del Parlamento Largo.

El Parlamento largo es el nombre que recibe el Parlamento inglés convocado por Carlos I de Inglaterra, en 1640, después de las Guerras de los Obispos y tras el Parlamento Corto. Recibe su nombre del hecho de que por una sola Acta parlamentaria, este sólo podía quedar disuelto por el acuerdo de sus miembros, y sus miembros no estuvieron conformes con disolverse hasta después de la guerra civil inglesa y el final del Interregnum en 1660.
La única razón que tuvo el rey Carlos para reunir el parlamento fue la obtención de fondos, pues las guerras de los obispos le habían llevado a la bancarrota. El Parlamento largo fue precedido por el Parlamento corto. 
El Parlamento estuvo dominado inicialmente por John Pym y sus seguidores. Se dictaron leyes para privar al rey de los poderes que había asumido, e impedir que pudiera volver a gobernar de forma absoluta. El parlamento liberó a los presos de la Cámara estrellada. Por medio de una ley de 1641 no podían pasar más de tres años entre las sesiones del parlamento, y por la ley de disolución, se requería el consentimiento del propio Parlamento para ser disuelto. El Parlamento fue igualmente responsable de la acusación y consiguiente ejecución de los consejeros del rey, el Arzobispo William Laud y Thomas Wentworth, conde de Strafford. Todo ello evidenciaba el poder que el Parlamento había logrado frente al monarca.
Sus sesiones duraron desde 1640 hasta 1649, cuando fue purgado por el Nuevo ejército modelo de aquellos que no estaban conformes con la política del ejército. Los miembros que quedaron después de esta purga fueron conocidos como el Parlamento Rabadilla (Rump Parliament). Durante el Protectorado el Parlamento truncado fue reemplazado por otras asambleas parlamentarias, sólo para ser reunido de nuevo tras la muerte de Oliver Cromwell en 1659 por el Ejército con la esperanza de restaurar la credibilidad del gobierno militar. Cuando esto falló, el general George Monck permitió a los miembros expulsados en 1649 volver a asumir sus puestos, de manera que pudiera aprobarse la legislación necesaria para iniciar la Restauración y disolver el parlamento largo. Esto allanó el camino a la elección de un nuevo parlamento, conocido como Parlamento constituyente (Convention Parliament).
Entre otros miembros del Parlamento largo estuvo Oliver Cromwell.